# Wolfgang Stuppy
Wolfgang Stuppy (1966) is een Duitse botanicus die is gespecialiseerd in zaadmorfologie.
In 1990 studeerde hij af in de biologie aan de Universität Kaiserslautern. In 1996 promoveerde hij aan dezelfde universiteit op het proefschrift Systematische Morphologie und Anatomie der Samen der biovulaten Euphorbiaceen.
Stuppy is secretaris van de Cactus & Succulent Specialist Group van de IUCN-SSC. Tussen 1999 en 2004 was hij secretaris van de International Organization for Succulent Plant Study.
Sinds 1999 is Stuppy werkzaam bij de Royal Botanic Gardens, Kew. Hij is actief op de afdeling Seed Conservation, waar hij zich bezighoudt met de morfologie van zaden. Onderzoek waar hij zich mee bezighoudt betreft de zaadstructuur van bedektzadigen en de betekenis daarvan voor zaadbanken en fylogenie. Hij richt zich met name op onderzoek met betrekking tot de orde Malpighiales. Hij documenteert (onder meer met digitale foto's) en houdt zich bezig met publicatie op het web van de zaadmorfologie van taxa die van belang zijn voor het Millennium Seed Bank Project en de Royal Botanic Gardens, Kew (onder meer eenzaadlobbigen, Leguminosae, Malpighiales en Rubiaceae).
Stuppy is betrokken bij een gezamenlijk project van de Royal Botanic Gardens, Kew; de Royal Botanic Garden Edinburgh en de University of Edinburgh met betrekking tot vergelijkende zaadmorfologie en anatomie van de orde Malpighiales.
Stuppy is de (mede)auteur van artikelen in botanische tijdschriften als American Journal of Botany, Annals of the Missouri Botanical Garden, Blumea en Kew Bulletin. Samen met Rob Kesseler is hij de auteur van de boeken Seeds: Time Capsules of Life en Fruit: Edible, Inedible, Incredible. Samen met Kesseler en Madeline Harley is hij de auteur van The Bizarre and Incredible World of Plants.

## Publicaties
- Seeds: Time Capsules of Life; Rob Kesseler & Wolfgang Stuppy; Papadakis Publishers (2006); ISBN 1901092666
- Fruit: Edible, Inedible, Incredible; Rob Kesseler & Wolfgang Stuppy; Papadakis Publishers (2008); ISBN 1901092747
- The Bizarre and Incredible World of Plants; Wolfgang Stuppy, Rob Kessler & Madeline Harley; Papadakis Publishers (2009); ISBN 9781906506025